# Lojzo
Lojzo je slovenská hudební folková skupina, která vznikla na počátku 80. let 20. století. Jednalo se o významného představitele tzv. moderního městského folku, sami členové skupiny jej kdysi na počátku existence skupiny označovali svým vlastním termínem dlažbový folk - pouliční folk všedního dne, jenž velmi často směřoval k folk-rocku a folk-popu. Název skupiny vznikl jako zkratka slov Ľudový orchester jednoduchej zábavy obyvateľstva.
Skupina zastavila koncertování po úmrtí jejího lídra Mariána Kochanského v roce 2006.
Do skupiny v roce 2008 nastoupili 2 noví členové a Lojzo pokračuje dále.

## Charakteristika tvorby
Hudba této skupiny měla několik československých specifik, které jiné české a slovenské folkové skupiny běžně neměly, její tvorba byla svým způsobem osobitě unikátní a zajímavá:
- a) zpívala slovensky od plic a jadrně lidově, což mělo zejména pro českého posluchače zvláštní punc neobvyklého cizokrajného půvabu
- b) texty jejich písní byly velmi svěží, peprně jadrné, často s komickým obsahem, skupina zjevně směřovala k inteligentní recesi a nepodbízivému humoru, který byl v té době dosti vzácný
- c) náměty písní nebyly příliš poznamenány českými kulturními vlivy, zejména dlouholetou českou trampskou folkovou tradicí, což jejích tvorbě dodávalo zvláštní šmrnc a neočekávanou originalitu
- d) nelze nijak vysledovat a jakkoliv doložit, do jaké míry tvorba skupiny Lojzo ovlivnila českou hudební scénu, faktem ale je, že na tvorbu slovenské skupiny Lojzo v Čechách asi o osm let později velmi úspěšně navázala skupina Šlapeto, jejíž vlastní tvorba byla původnímu slovenskému Lojzu v lecčems podobná - jednalo se také o řízný velkoměstský folk

## Zajímavost
Zkratka LOJZO údajně znamená Lidový orchestr jednoduché zábavy obyvatelstva, ale tento význam byl prý vymyšlen až dodatečně.

## Členové skupiny[1]
| 29.9.1982 – 6.5.1984 | 6.5.1984 – 3.6.1985 | 3.6.1985 – 1988 |
| --- | --- | --- |
| - Marián Kochanský - zpěv, akordeon - Jozef Ciller - zpěv, housle - Jozef Štalmašek - zpěv, kytara - Ján Brzáč – kytara - Tibor Čech – zpěv, kontrabas - Tomáš Fabor - konferans, ozembouch                                              | - Marián Kochanský - zpěv, akordeon - Jozef Ciller - zpěv, housle - František Mikurčík - zpěv, kontrabas - Jozef Štalmašek - zpěv, kytara - Ján Brzáč – kytara - Tomáš Fabor - ozembouch                                        | - Marián Kochanský - zpěv, akordeón - Jozef Ciller - zpěv, husle - František Mikurčík - zpěv, kontrabas - Jozef Štalmašek - zpěv, kytara - Ján Brzáč – kytara - Tomáš Fabor - ozembouch - Miroslav Lukáčik - klarinet, saxofon |
| 1988 – 1989 | 1989 – 2001 | 2001 – 28.4.2006 |
| - Marián Kochanský - zpěv, akordeon - Jozef Ciller - zpěv, housle - František Mikurčík - zpěv, kontrabas - Jozef Štalmašek - zpěv, kytara - Ján Brzáč – kytara - Tomáš Fabor - konferans, ozembouch - Marián Jaslovský – flauta, saxofon | - Marián Kochanský - zpěv, akordeon - Jozef Ciller - zpěv, housle - František Mikurčík - zpěv, kontrabas - Jozef Štalmašek - spev, kytara - Ján Brzáč – kytara - Tomáš Fabor - ozembouch - Miroslav Lukáčik - klarinet, saxofón | - Marián Kochanský - zpěv, akordeon - Jozef Ciller - zpěv, housle - František Mikurčík - zpěv, kontrabas - Jozef Štalmašek - zpěv, kytara - Tomáš Fabor - ozembouch - Miroslav Lukáčik - klarinet, saxofon                     |
| 1.4.2007 – 28.10.2007 | od 28.10.2007 | |
| - Jozef Ciller - zpěv, housle - František Mikurčík - zpěv, kontrabas - Jozef Štalmašek - zpěv, kytara - Tomáš Fabor - ozembouch - Miroslav Lukáčik - klarinet, saxofon - Marián Veselský - zpěv, akordeon, fujara, píšťalky              | - Jozef Ciller - zpěv, housle - František Mikurčík - zpěv, kontrabas - Jozef Štalmašek - zpěv, kytara - Tomáš Fabor - ozembouch - Marián Veselský - zpěv, akordeon, fujara, píšťalky - Tibor Čech – zpěv, kontrabas             | |